# ユルゲン・ブラント
ユルゲン・ブラント（独: Jürgen Brandt、1922年10月19日 - 2003年7月26日）は、ドイツ（西ドイツ）の軍人。1978年から1983年まで、連邦軍総監を務めた。

## 経歴
キールに生まれる。18歳の時勤労奉仕義務、ついでドイツ国防軍で兵役に就く。歩兵として第二次世界大戦に従軍し、1944年に小隊長として少尉に任官した。戦後2年間を捕虜収容所で過ごし、釈放後はジャーナリストとなる。1950年から連邦首相府に入り、のちの国防省の原型となるゲアハルト・フォン・シュヴェリン伯爵の事務所に勤務した。
西ドイツの再軍備後、1957年にドイツ連邦軍に大尉として入営し、中隊長となる。参謀教育を受けた後北大西洋条約機構（NATO）司令部で当時中欧連合軍司令官を務めていた西ドイツのヨハン・アドルフ・フォン・キールマンスエッグ将軍の下で勤務した。国防省での安全保障政策スタッフや第10装甲師団長などを経て、中将当時の1978年にNATOドイツ軍事代表部長としてブリュッセルに派遣された。しかし数ヶ月後の1978年12月には連邦軍総監に任命されてボンに呼び戻され、大将に昇進した。1983年4月に離職した。
2003年、ボン近郊メッケンハイムで死去した。

## 受勲
- ドイツ連邦共和国功労勲章一等功労十字章 - 1972年受章
- イタリア共和国功労勲章カヴァリエーレ・ディ・グラン・クローチェ - 1979年受章
- オーストリア共和国功績勲章銀章（英語版） - 1982年受章[1]